# البرد القارس (رواية سوينديلز)
البرد القارس هي رواية واقعية للشباب البالغين من تأليف روبرت سوينديلز، نشرتها دارهينمان عام 1993. تدور أحداث الرواية في شوارع لندن، حيث يتنقل السرد الذي يقدمه الراوي باستعمال ضمير المتكلم بين لينك وهو مشرّد حديث يبلغ من العمر ستة عشر عاما يحاول التكيف مع وضعه، وبين شيلتر، وهو ضابط سابق في الجيش تمرد بعد إقالته من وظيفته ربما لأسباب صحية.
تشير المكتبات المشاركة في الفهرس العالمي WorldCat إلى إقتنائها طبعات باللغة الدنماركية والألمانية والكاتالونية والفاسكية والسلوفينية والكورية.

## الحبكة
بعد أن يتخلى والد لينك عن عائلته من أجل موظفة استقبال، تجد والدة لينك صديقًا جديدًا يدعى فنس، وهو شخصية غير جذابة إلى حد ما، يقوم بطرد لينك في نهاية المطاف خارج المنزل ويترك الصبي ليتدبر أمره بنفسه. في البداية يقييم لينك مع أخته الكبرى، لكن لديها صديقها الخاص ولأسباب غير محددة على الإطلاق لا يستطيع لينك اللجوء إلى والده ويغادر بلدته برادفورد في يوركشاير وهكذا ينتهي به الحال في شوارع لندن. الحياة صعبة لكن لينك يتعلم كيف يتدبر أمره من صديقه الجديد، جينجر وهو رجل آخر بلا مأوى. وفي هذه الأثناء وفي مكان أخر في لندن، سئم ضابط سابق في الجيش والذي يطلق على نفسه اسم «شيلتر» من رؤية «المتشردين» في كل ركن من أركان الشارع لأنه يعتبرهم أعداءً لبلاده ويضع خطة للتخلص منهم. يجذب شيلتر الشباب المتشردين إلى منزله وذلك من خلال مزيج من الخداع والإكراه، ويغريهم بالطعام والدفء أوالتخلص من الخوف من الشرطة، ثم يستخدم مهاراته بصفته جنديًا لقتلهم وإخفاء الأدلة. وفي يوم ما يلتقي شيلتر صدفةً لينك وجينجر وبعد ذلك بوقت قصير يختفي جينجير.
يشعر لينك بالحزن والإحباط بسبب غياب جينجر، ويجد العزاء برفقة  امرأة شابة غامضة تسمى  غايل جديدة على الشوارع وتريد أن تتعلم منه. يواصل لينك البحث عن جينجر، دون معرفته  بأن شيلتر يراقبه أيضًا، وسرعان ما يجد نفسه في وضع خطير للغاية.

## ردرود الفعل والتحليل
تُروى القصة، التي تدور أحداثها في أواخر القرن العشرين، في فصول تتناوب بين وجهة نظر  لينك، بطل الرواية وشيلتر، الخصم. ويتم تحديد فصول شيلتر وفقا لأوامر روتينية يومية على الطراز العسكري؛ وفصول لينك تسرد على طريقة  تشبه المجلة أو المقابلة. وكلا الشخصين لهما أسماء مستعارة يفضلان أن يُعرفان بها وألا يتم الكشف عن أسماء ميلادهما. إن حقيقة عدم وجو أي  منظور آخر للرواية باستثناء منظورهما  يعني أنهما رواة غيرموثوق بهم، بالرغم من ان رواية لينك تبدو الأكثر منطقية.
فاز سوينديلز بوسام كارنيجي السنوي تقديرا لأفضل كتاب للأطفال لهذا العام من حيث الموضوع البريطاني.
وقد انتقد القراء الكتاب بسبب التكرار طوال فترة القصة وبسبب عدم تبلور نهايته، ويعتقد أن المؤلف تخلى عن إتمام الكتاب ونُصح بإنهائه من قِبل وكيله في ذلك الوقت.

## التلفاز
في عام 1997، جرى تحويل الرواية لمسلسل تلفزيوني يحمل العنوان نفسه، من بطولة جيمس غاداس، وبيتر هاويت، وإليزابيث رايدر ، وإنتاج أندي رولي.وقد جرى ترشيح المسلسل لجائزة أفضل دراما للأطفال في الأكاديمية البريطانية لفنون السينما والتلفزيون(BAFTA).  وعرض المسلسل القصير على قناة سيين بي بي سي 2
((Scene(British TV series)/ BBC Two(Banahaw Broadcasting Corporation ).

## معلومات عامة
| معلومات الكتاب |                                 |
| المؤلف         | روبرت سوينديلز                  |
| البلد          | المملكة المتحدة                 |
| اللغة          | الانجليزية                      |
| الناشر         | هينمان                          |
| تاريخ النشر    | 1993                            |
| النوع الأدبي   | رواية واقعية، أدب رعب، أدب شباب |
| التقديم        |                                 |
| نوع الطباعة    | غلاف فني                        |
| عدد الصفحات    | 132صفحة (الطبعة الأولى)         |
| الفريق         |                                 |
| فنان الغلاف    | بول هانت                        |
| المواقع        |                                 |
| ISBN           | 0-241-13300-9                   |
| OCLC           | 31627736                        |

## وصلات خارجية
- البرد القارص في المكتبات (كتالوج الفهرس العالميWorldCat )

| الجوائز          | الجوائز                   | الجوائز              |
| ---------------- | ------------------------- | -------------------- |
| سبقهأطفال الدقيق | حاصل على وسام كارنيجي1993 | تبعههمسات في المقبرة |